# Peter Kosminsky
Peter Kosminsky (ur. 21 kwietnia 1956 w Londynie) – brytyjski reżyser i producent.

## Życiorys
Urodził się w Londynie, ukończył szkołę w Haberdashers' Aske's School i na Uniwersytecie Oksfordzkim jako chemik. Większość czasu spędzał w teatrze na uniwersytecie, gdzie uczęszczał do Dramatic Society. Kosminsky ma żonę Helen i dwie córki: Mia i Sascha. Mieszkają w Wiltshire w Anglii

## Filmografia
- The Falklands War: The Untold Story (1987), TV
- Afghantsi (1988), TV
- Shoot to Kill (1990), TV
- Wichrowe Wzgórza (1992)
- The Dying of the Light (1992), TV
- Dziecko niczyje (1997), TV
- Wojownicy (1999), TV
- Innocents (2000), TV
- Projekt (2002), TV
- Biały oleander (2002)
- Inspektor rządowy (2005), TV
- Britz (2007), TV
- The Promise (2011), TV

## Producent
- The Falklands War: The Untold Story (1987), TV
- Afghantsi (1988), TV
- The Dying of the Light (1992), TV
- Dziecko niczyje (1997), TV

## Scenariusz
- Inspektor rządowy (2005), TV